# Liste der Kulturdenkmale in Duvensee
In der Liste der Kulturdenkmale in Duvensee sind alle Kulturdenkmale der schleswig-holsteinischen Gemeinde Duvensee (Kreis Herzogtum Lauenburg) aufgelistet (Stand: 10. März 2025).

## Legende
In den Spalten befinden sich folgende Informationen:
- Objekt-ID: die Nummer des Kulturdenkmales
- Lage: die Adresse des Kulturdenkmales und die geographischen Koordinaten. Kartenansicht, um Koordinaten zu setzen. In der Kartenansicht sind Kulturdenkmale ohne Koordinaten mit einem roten Marker dargestellt und können in der Karte gesetzt werden. Kulturdenkmale ohne Bild sind mit einem blauen Marker gekennzeichnet, Kulturdenkmale mit Bild mit einem grünen Marker.
- Offizielle Bezeichnung: Bezeichnung des Kulturdenkmales
- Beschreibung: die Beschreibung des Kulturdenkmales
- Bild: ein Bild des Kulturdenkmales

## Bauliche Anlagen
| Objekt-ID | Lage                                        | Offizielle Bezeichnung       | Beschreibung | Bild |
| --------- | ------------------------------------------- | ---------------------------- | --- | ---- |
| 22835     | Dörpstraat 31 (53° 41′ 47″ N, 10° 34′ 3″ O) | Wohn- und Wirtschaftsgebäude | Wohn- und Wirtschaftsgebäude; 1894; Backsteinbau auf rechteckigem Grundriss, Lisenengliederung, Geschossgesimse, Ortgangzierbänder, pfannengedecktes Satteldach mit Rautenmuster - Begründung: geschichtlich, Kulturlandschaft prägend - Schutzumfang: gesamtes Objekt - Denkmaltyp: Bauliche Anlage                                                                                        | BW   |
| 12371     | See-Enn 14 (53° 42′ 1″ N, 10° 34′ 0″ O)     | Wohn- und Wirtschaftsgebäude | Wohn- und Wirtschaftsgebäude; 1820, Bauherr Johann Conrad Eilers; 1878 Wiederaufbau nach Brand; ehemalige Forstdienststelle Duvensee, eingeschossiger Backsteinbau, reetgedecktes Satteldach. Im Garten ehemaliges Backhaus; 1820 - Begründung: geschichtlich, städtebaulich, Kulturlandschaft prägend - Schutzumfang: Wohn- und Wirtschaftsgebäude, Backhaus - Denkmaltyp: Bauliche Anlage | BW   |